# Simonne Mathieu
Simonne Mathieu   (Neuilly-sur-Seine, 31 de gener de 1908 - Chatou, 7 de gener de 1980) nom de casada de Simonne Emma Henriette Passemard fou una tennista professional francesa activa durant la dècada del 1930.
En el seu palmarès destaquen dos títols individuals de l'Internationaux de France (1938, 1939) i haver disputat sis finals més d'aquest torneig. En la categoria de dobles femenins va acumular onze títols de Grand Slam, tres d'ells a Wimbledon (1933, 1934, 1937) i sis a l'Internationaux de France (1933, 1934, 1936-1939), i en la categoria de dobles mixts també va guanyar dos títols de l'Internationaux de France (1937, 1938). Destaca els resultats aconseguits en l'Internationaux de France l'any 1938 ja que va aconseguir el títol en totes tres categories (individual, dobles femenins i dobles mixts). Els tretze títols totals aconseguits en l'Internationaux de France la situen amb la segona dona amb més títols en aquest torneigs darrera de Suzanne Lenglen amb 21.

## Biografia
Durant la Segona Guerra Mundial, va ser una de les membres fundadores de les Corps Féminin Français, branca de dones voluntàries de l'Armée française de la Libération. En honor a aquest servei, totes les dones que van formar part d'aquest cos van ser condecorades com a Oficials de la Legió d'Honor.
El trofeu atorgat a les campiones de dobles femenins del torneig de Roland Garros s'anomena Coupe Simonne-Mathieu en el seu honor, i l'any 2019 es va inaugurar una pista en el recinte Stade Roland Garros, on es disputa aquest torneig. L'any 2006 va ser inclosa en l'International Tennis Hall of Fame.

## Torneigs de Grand Slam

### Individual: 8 (2−6)
| Resultat   | Núm. | Any  | Torneig                      | Oponent              | Marcador      |
| ---------- | ---- | ---- | ---------------------------- | -------------------- | ------------- |
| Finalista  | 1.   | 1925 | Internationaux de France     | Helen Wills          | 3−6, 4−6      |
| Finalista  | 2.   | 1932 | Internationaux de France (2) | Helen Wills          | 5−7, 1−6      |
| Finalista  | 3.   | 1933 | Internationaux de France (3) | Margaret Scriven     | 2−6, 6−4, 4−6 |
| Finalista  | 4.   | 1935 | Internationaux de France (4) | Hilde Krahwinkel     | 2−6, 1−6      |
| Finalista  | 5.   | 1936 | Internationaux de France (5) | Hilde Krahwinkel     | 3−6, 4−6      |
| Finalista  | 6.   | 1937 | Internationaux de France (6) | Hilde Krahwinkel     | 2−6, 4−6      |
| Guanyadora | 1.   | 1938 | Internationaux de France     | Nelly Landry         | 6−0, 6−3      |
| Guanyadora | 2.   | 1939 | Internationaux de France (2) | Jadwiga Jędrzejowska | 3−6, 6−8      |

### Dobles femenins: 13 (9−4)
| Resultat   | Núm. | Any  | Torneig                      | Parella          | Oponents                               | Marcador       |
| ---------- | ---- | ---- | ---------------------------- | ---------------- | -------------------------------------- | -------------- |
| Finalista  | 1.   | 1930 | Internationaux de France     | Simone Barbier   | Elizabeth Ryan Helen Wills             | 3−6, 1−6       |
| Guanyadora | 1.   | 1933 | Internationaux de France     | Elizabeth Ryan   | Sylvie Jung Henrotin Colette Rosambert | 6−1, 6−3       |
| Guanyadora | 2.   | 1933 | Wimbledon                    | Elizabeth Ryan   | Freda James Billie Yorke               | 6−2, 9−11, 6−4 |
| Guanyadora | 3.   | 1934 | Internationaux de France (2) | Elizabeth Ryan   | Helen Jacobs Sarah Palfrey             | 3−6, 6−4, 6−2  |
| Guanyadora | 4.   | 1934 | Wimbledon (2)                | Elizabeth Ryan   | Dorothy Andrus Sylvie Jung Henrotin    | 6−3, 6−3       |
| Finalista  | 2.   | 1935 | Wimbledon                    | Hilde Krahwinkel | Freda James Hammersley Kay Stammers    | 1−6, 4−6       |
| Guanyadora | 5.   | 1936 | Internationaux de France (3) | Billie Yorke     | Jadwiga Jędrzejowska Susan Noel        | 2−6, 6−4, 6−4  |
| Guanyadora | 6.   | 1937 | Internationaux de France (4) | Billie Yorke     | Dorothy Andrus Sylvie Jung Henrotin    | 3−6, 6−2, 6−2  |
| Guanyadora | 7.   | 1937 | Wimbledon (3)                | Billie Yorke     | Phyllis King Elsie Goldsack            | 6−3, 6−3       |
| Guanyadora | 8.   | 1938 | Internationaux de France (5) | Billie Yorke     | Nelly Adamson Arlette Halff            | 6−3, 6−3, 6−2  |

### Dobles mixts: 4 (2−2)
| Resultat   | Núm. | Any  | Torneig                      | Parella           | Oponents                              | Marcador      |
| ---------- | ---- | ---- | ---------------------------- | ----------------- | ------------------------------------- | ------------- |
| Guanyadora | 1.   | 1937 | Internationaux de France     | Yvon Petra        | Marie-Luise Horn Roland Journu        | 7−5, 7−5      |
| Finalista  | 1.   | 1937 | Wimbledon                    | Yvon Petra        | Alice Marble Don Budge                | 1−6, 4−6      |
| Guanyadora | 2.   | 1938 | Internationaux de France (2) | Dragutin Mitić    | Nancye Wynne Bolton Christian Boussus | 2−6, 6−3, 6−4 |
| Finalista  | 2.   | 1938 | Internationaux de France     | Franjo Kukuljević | Sarah Palfrey Elwood Cooke            | 6−4, 1−6, 5−7 |

## Trajectòria

### Individual
| Australian Championships | A  | A  | A  | A | A  | A  | A  | A  | A  | A  | A  | A  | A  | A  | A  | ... | A  | 0 / 0  |
| Internationaux de France | QF | QF | 3R | A | F  | QF | QF | F  | F  | SF | F  | F  | F  | G  | G  | ... | A  | 2 / 14 |
| Wimbledon | A  | 1R | 2R | A | 3R | SF | SF | SF | QF | SF | QF | SF | SF | QF | QF | ... | 1R | 0 / 14 |
| US Championships | A  | A  | A  | A | A  | A  | A  | A  | A  | A  | A  | A  | A  | QF | 1R | ... | A  | 0 / 2  |
| Llegenda: G: Guanyadora; F: Finalista; SF: Semifinalista; QF: Quarts de final; Q: Qualificació; A: Absent; RR: Round Robin; |    |    |    |   |    |    |    |    |    |    |    |    |    |    |    |     |    |        |

### Dobles femenins
| Australian Championships | A  | A  | A  | A | A  | A  | A  | A  | A | A | A  | A  | A | A | A  | ... | A  | A  | 0 / 0  |
| Internationaux de France | 1R | QF | QF | A | SF | F  | SF | SF | G | G | QF | G  | G | G | G  | ... | A  | QF | 6 / 15 |
| Wimbledon | A  | A  | A  | A | 1R | QF | 2R | 3R | G | G | F  | QF | G | F | 1R | ... | QF | 2R | 3 / 13 |
| US Championships | A  | A  | A  | A | A  | A  | A  | A  | A | A | A  | A  | A | F | A  | ... | A  | A  | 0 / 1  |
| Llegenda: G: Guanyadora; F: Finalista; SF: Semifinalista; QF: Quarts de final; Q: Qualificació; A: Absent; RR: Round Robin; |    |    |    |   |    |    |    |    |   |   |    |    |   |   |    |     |    |    |        |

### Dobles mixts
| Australian Championships | A  | A  | A | ... | A | A | A | A | 0 / 0 |
| Internationaux de France | QF | QF | A | ... | A | G | G | F | 2 / 5 |
| Wimbledon | A  | A  | A | ... | A | F | A | A | 0 / 1 |
| US Championships | A  | A  | A | ... | A | A | A | A | 0 / 0 |
| Llegenda: G: Guanyadora; F: Finalista; SF: Semifinalista; QF: Quarts de final; Q: Qualificació; A: Absent; RR: Round Robin; |    |    |   |     |   |   |   |   |       |

## Condecoracions
- Medalla de la Resistència (1947)[4]
- Oficial de l'Orde de la Legió d'Honor (1953)